# Deiningen
Deiningen – miejscowość i gmina w Niemczech, w kraju związkowym Bawaria, w rejencji Szwabia, w regionie Augsburg, w powiecie Donau-Ries, wchodzi w skład wspólnoty administracyjnej Ries. Leży około 20 km na północny zachód od Donauwörth, nad rzeką Eger, przy linii kolejowej Nördlingen - Wemding.

## Polityka
Wójtem gminy jest Karl-Heinz Stippler, rada gminy składa się z 14 osób.
|      | CSU/FWV | SPD/FW | PWG-PWG | CSU | SPD | Razem |
| 2008 | -       | -      | 5       | 5   | 4   | 14    |
| 2002 | 5       | 3      | 4       | -   | -   | 12    |

## Oświata
W gminie znajduje się przedszkole, szkoła podstawowa i Hauptschule.